# جسد آنا فریتس
جسد آنا فریتس (اسپانیایی: El cadáver de Anna Fritz‎) یک فیلم ترسناک اسپانیایی به کارگردانی «اِکتور ارناندس بیسنس» است که در سال ۲۰۱۵ منتشر شد.